# Alpha Dog
Alpha Dog (prt/bra: Alpha Dog) é um filme estadunidense de 2006, do gênero drama biográfico-policial, escrito e dirigido por Nick Cassavetes.
Estreou no Festival Sundance de Cinema em 27 de janeiro de 2006, e em 12 de janeiro de 2007 foi lançado comercialmente. Estrelado por Emile Hirsch, Justin Timberlake, Ben Foster, Shawn Hatosy, Anton Yelchin, Olivia Wilde, Amanda Seyfried, Harry Dean Stanton, Sharon Stone, e Bruce Willis, o filme é baseado na história real do sequestro e assassinato do adolescente Nicholas Markowitz, bem como o envolvimento do jovem narcotraficante de classe média Jesse James Hollywood.

## Sinopse
O filme conta a história de Johnny Truelove (Emile Hirsch), que, na década de 1990, tornou-se a pessoa mais jovem a entrar na lista dos mais procurados pelo FBI. Traficante de drogas, ele sequestra Zack (Anton Yelchin) a fim de pressionar o irmão mais velho do garoto a quitar uma dívida. No entanto, as coisas tomam um rumo inesperado.

## Elenco
- Bruce Willis - Sonny Truelove
- Emile Hirsch - Johnny Truelove
- Matthew Barry - entrevistador
- Amber Heard - Alma
- Sharon Stone - Olivia Mazursky
- Amanda Seyfried - Julie Beckley
- Ben Foster - Jake Mazursky
- Fernando Vargas - Tiko 'TKO' Martinez
- Anton Yelchin - Zack Mazursky
- Vincent Kartheiser - Pick Giamo
- Justin Timberlake - Frankie Ballenbacher
- Shawn Hatosy - Elvis Schmidt
- Heather Wahlquist - Wanda Haynes
- Alex Solowitz - Bobby '911'
- Alec Vigil - P.J. Truelove
- Harry Dean Stanton - Cosmo Gadabeeti
- Frank Cassavetes - Adrian Jones
- Nicole Dubos - garota no sofá
- Regina Rice - dançarina
- Laura Nativo - garota na festa
- Alex Kingston - Tiffany Hartunian
- Olivia Wilde - Angela Holden

## Questões jurídicas
O advogado de James Hollywood tentou bloquear o lançamento do filme. Após o atraso, o julgamento de James Hollywood começou dia 15 de maio de 2009, com a defesa declarando que James não estava envolvido no assassinato. Em seu discurso de abertura, o promotor descreveu James Hollywood como "um covarde impiedoso". Em 8 de julho, 2009, ele foi condenado por sequestro e assassinato em primeiro grau com agravantes que o tornariam elegível à pena de morte.

## Lançamento

### Bilheteria
Durante sua semana de estreia, Alpha Dog arrecadou US$ 6,4 milhões, tornando-se o 7.º em bilheteria. Até 22 de fevereiro de 2007, o filme arrecadara US$ 15,3 milhões no mercado interno e US$ 32 milhões em todo o mundo, durante seis semanas de exibição.

### Recepção da crítica
O filme recebeu críticas mistas; de 143 críticos, 55% deles foram positivos. Yelchin foi elogiado como "capaz de trazer todas as emoções conflitantes de Zack" e transmitir tudo isso lindamente.

### Reação da família Markowitz
Susan Markowitz tentou o suicídio três vezes. "Ela é tão torturada por tudo o que aconteceu, que acabou tentando tirar sua própria vida. A última coisa que qualquer um de nós quer é ver esta imagem. "Como é que os pais se sentiriam sobre um filme de Hollywood que exaltasse a morte de seu filho, permitindo que as celebridades ganhassem dinheiro com tal situação, o assassinato do mal?" No entanto, Susan participou do lançamento do filme, conduzida pelo intérprete de Zack (Nick), Anton Yelchin. Após a exibição, ela abraçou Sharon Stone, que interpretou Olivia (Susan).

## Home media
Alpha Dog foi lançado em DVD em 1 de maio de, 2007. inclui um DVD / DVD HD pacote de combinação em que ambas as formas estão incluídas em uma caixa. As vendas de DVDs reunidos somam US$ 12 milhões em receitas, com cerca de 743 mil unidades vendidas.

## Trilha sonora
A trilha sonora foi lançada pela Milan Records em 9 de janeiro de 2007.
1. "Over the Rainbow" (Eva Cassidy)
2. "Enemy and I" (Lazarus)
3. "Bullet & a Target" (Citizen Cope)
4. "Jake Breaks In" (Paul Bushnell)
5. "Caribou Lou" (Tech N9ne)
6. "Revolving" (Paul Bushnell)
7. "Slither" (Tech N9ne)
8. "Liar" (Miredys Peguero & Paul Graham)
9. "Winner" (Paul Bushnell)
10. "Let's Chill" (Mic Holden, Maya & Reneé Rogers)
11. "Dragonfly" (Miredys Peguero & Paul Bushnell)
12. "LA LA Land" (Tech N9ne com Gina Cassavetes)
13. "Pool Party" (Mic Holden)
14. "Never Give Up" (Mic Holden)
15. "At the Site/Driving to the Site"
16. "We Are The Lost" (Lawrence Faljean)
17. "Basketball" (Lowd)
18. "Cookie Monster" (Paul Graham & Paul Bushnell)
19. "Elvis Arrested"
20. "Weightlifting" (Lowd)
21. "Marco Polo" (Lowd & Cassie Simone)
22. "Night and Day" (Tech N9ne)
23. "Say Goodbye Hollywood" (Eminem)